# Morinda triandra
Morinda triandra är en måreväxtart som beskrevs av Spencer Le Marchant Moore. Morinda triandra ingår i släktet Morinda och familjen måreväxter. Inga underarter finns listade i Catalogue of Life.